# Geprivilegieerde zijlvesten
De geprivilegieerde zijlvesten waren drie zijlvesten in Groningen, die sinds 1531 juridisch grotendeels autonoom waren.
In 1531 sloten 
- het Generale Zijlvest der Drie Delfzijlen,
- het Winsumer- en Schaphalsterzijlvest
- en het Aduarderzijlvest

een verdrag op grond waarvan de ingelanden bij geschillen geen beroep meer konden aantekenen bij de onafhankelijke Hoofdmannenkamer (de voorloper van de latere Hoge Justitiekamer). In plaats daarvan werd het beroep door een van de andere zijlvesten behandeld. De drie zijlvesten werden daarom wel geprivilegieerde zijlvesten genoemd. Voor de ingelanden werkte dit vaak nadelig uit, omdat het bestuur van de zijlvesten in de 17e eeuw grotendeels in handen kwam van adel en grootgrondbezitters.